# Гербера (БПЛА)
«Гербера» — російський безпілотний літальний апарат (БПЛА), що використовується у військових діях Росії проти України. Цей дрон є спрощеною та дешевшою версією іранського дрона-камікадзе Shahed-136, відомого в Росії під назвою «Герань-2».

## Особливості конструкції
Корпус «Гербери» виготовлений з пінопласту, що робить його легким і відносно дешевим у виробництві. Внутрішні компоненти дрона розміщені в корпусі з фанери. Така конструкція дозволяє знизити витрати на виробництво і спростити процес складання.
Корпус з пінопласту забезпечує дрону невелику вагу, що збільшує його маневреність і дальність польоту. Використання таких матеріалів також робить «Герберу» менш помітною для радарів.

### Технічні характеристики
«Гербера» оснащений 4G-модемом для передачі відео в режимі реального часу, що дозволяє використовувати українські мобільні мережі для комунікації. Це забезпечує високошвидкісне передавання даних на великі відстані, що особливо важливо для розвідки.
Дальність польоту дрона може досягати до 300 км без бойового навантаження. Це дозволяє використовувати «Герберу» для тривалих розвідувальних місій і спостережень за об'єктами противника. Завдяки своїй конструкції та обладнанню, дрон може ефективно функціонувати у складних умовах.

## Функціональність та застосування
«Гербера» може виконувати різні завдання, включаючи розвідку, спостереження, нанесення ударів та відволікання засобів протиповітряної оборони. Завдяки своїй низькій вартості, дрон може бути використаний як хибна ціль, що ускладнює роботу ППО противника. Також можливе формування роїв з кількох дронів для масованих атак.
28 липня підрозділ ЗС РФ "Сталінські соколи", пов'язаний із особливою економічною зоною «Алабуга», де росіяни виробляють БПлА «Шахеди», опублікував відео-презентацію «Гербер». У ролику декілька безпілотників білого кольору кружляють у небі, а чорний апарат атакував умовну ціль та вибухнув.